# Dario Dell'Oso
Dario Francesco Dell'Oso (Pescara, 2 settembre 1985) è un giocatore di calcio a 5 italiano.

## Carriera
Storico vice di Stefano Mammarella al Montesilvano, all'inizio della carriera Dell'Oso ha raccolto quattro presenze nella Nazionale Under-21 di calcio a 5 dell'Italia. Eccetto mezza stagione giocata con il Napoli in Serie A2 e una con il Real Rieti in Serie A, il portiere ha sempre giocato con squadre abruzzesi.

## Palmarès

### Competizioni nazionali
- Campionato italiano: 1

Montesilvano: 2009-10
- Coppa Italia: 1

Montesilvano: 2006-07

### Competizioni internazionali
- Coppa UEFA: 1

Montesilvano: 2010-11